# Innehållsleveransnätverk
Med innehållsleveransnätverk (eller CDN, enligt engelskans content delivery network) avses geografiskt utspridda nätverk av proxy-servrar och deras datorhallar. Avsikten med dessa nätverk är att tillhandahålla nättjänster nära användare, för ökad driftsäkerhet och prestanda samt minskad latens.
I dagens läge används innehållsleveransnätverk i hög grad för att distribuera webbinnehåll (text, grafik och skript), mediainnehåll (video, mjukvara, dokument), streaming både live och on-demand. Funktionaliteten som erbjuds med CDN utvecklas ständigt. Aktörer som mediabolag, sociala nätverk och näthandel köper CDN som tjänst för att så snabbt som möjligt leverera innehåll åt användare, spara på bandbredd genom att optimera bildfiler och ibland för att med cachestrategier minska resursanvändningen på applikationsservrar.
Vissa av internets största företag inom alla kategorier, såsom Facebook, Google, Amazon.com och Netflix driver sina egna CDN, då dessa bolags serverinfrastruktur i sig själv är belägen i många faciliteter globalt och drivs i stor skala. Av dessa säljer Amazon (AWS) och Google även tillgång till sin infrastruktur som molntjänster till utvecklare av olika applikationer och tjänster.
Kommersiellt tillgängliga övriga CDN inkluderar aktörer som Akamai, EdgeCast, Cloudflare och Incapsula. Innehållsleveransnätverk har tidigare riktat sig åt relativt stora eller kritiska nättjänster. I dagsläget erbjuder många CDN, såsom de ovanämnda tilläggsvärde eller rentav fokus på skydd mot överbelastningsattacker och andra brandmurstjänster, i vissa fall med freemium-prissättning som är attraktiv även för enskilda bloggare och mindre företag som idkar sig åt näthandel.